# 42 cm Küstenhaubitze M.14
42 cm Küstenhaubitze M.14 – austro-węgierska ciężka haubica nadbrzeżna i polowa.

## Historia
W latach 1907–1910 w Austro-Węgrzech trwały prace nad nową haubica nadbrzeżną dużego kalibru. W 1912 roku po raz pierwszy wystrzelono z prototypowej lufy, a próby poligonowe gotowego działa przeprowadzono w 1914 roku. Po ich zakończeniu zostało ono przyjęte do uzbrojenia jako 42 cm Küstenhaubitze M.14.
M.14 miało łoże stałe, przystosowane do montażu na betonowej platformie. Lufa stalowa, zamek klinowy, oporopowrotnik hydrauliczno-sprężynowy. Z działa można było wystrzeliwać pociski o masie 800 lub 1000 kg. Ładunek miotający był zmienny. Stosowano pięć ładunków, z których najmocniejszy miał masę 51 kg.
Przed wybuchem I wojny światowej zdołano ukończyć tylko jeden egzemplarz działa M.14 (drugi był właśnie produkowany). Został zainstalowany w położonej nad Morzem Adriatyckim twierdzy Pula. Zgodnie z projektem został on umieszczony na betonowej platformie i przykryty lekką kopułą pancerną.
Po wybuchu wojny zdecydowano, że następne egzemplarze dział zostaną użyte jako działa polowe. Drugi wyprodukowany egzemplarz przystosowano do rozkładania na części (zespoły były łączone śrubami). Na pozycji ogniowej wykonywano pod działem betonową platformę (wykopanie dołu pod fundament zajmowało ok. 20 godzin, ułożenie mieszanki betonowej co najmniej 10 dni), montaż działa ok. 40 godzin.

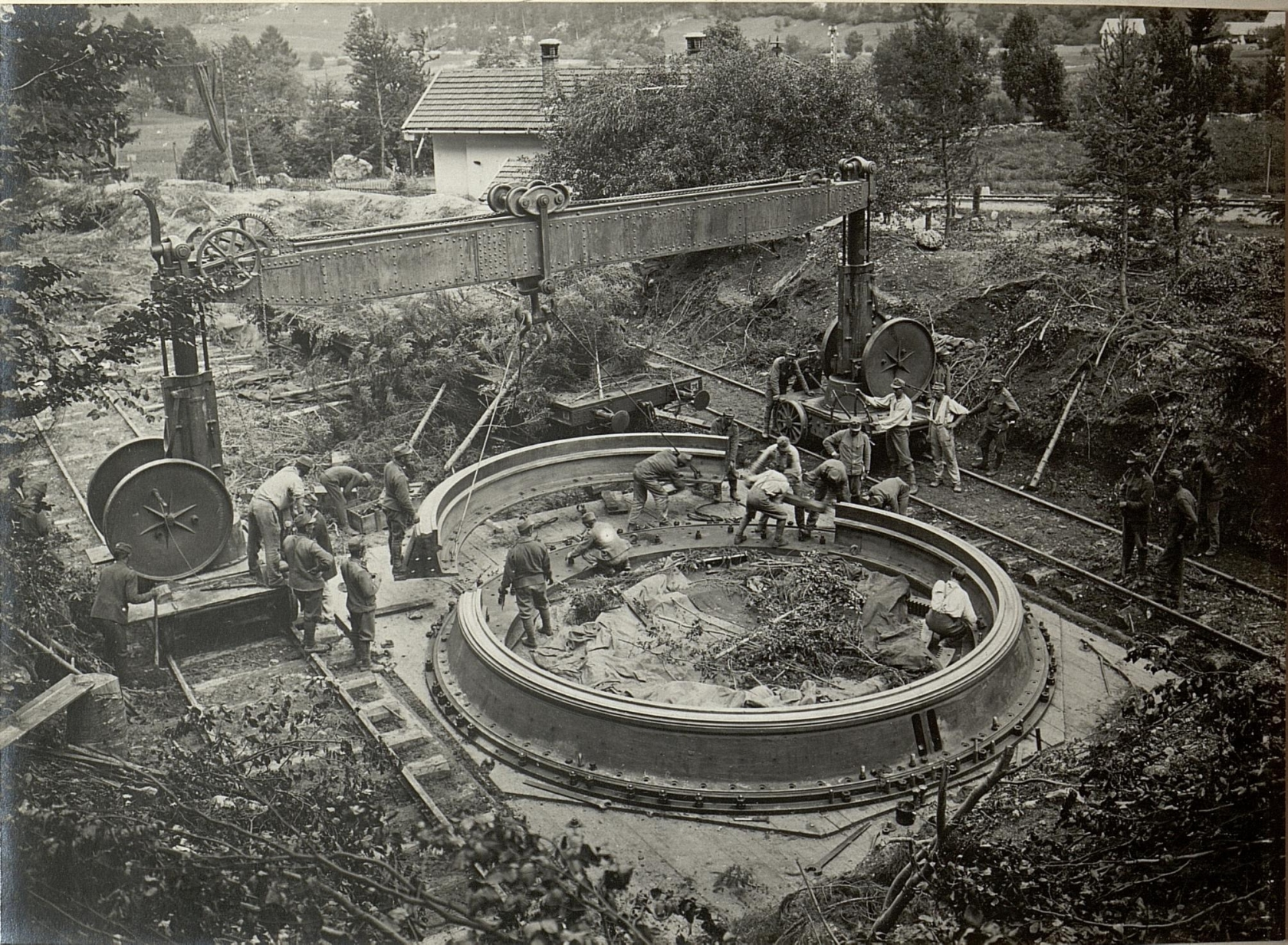
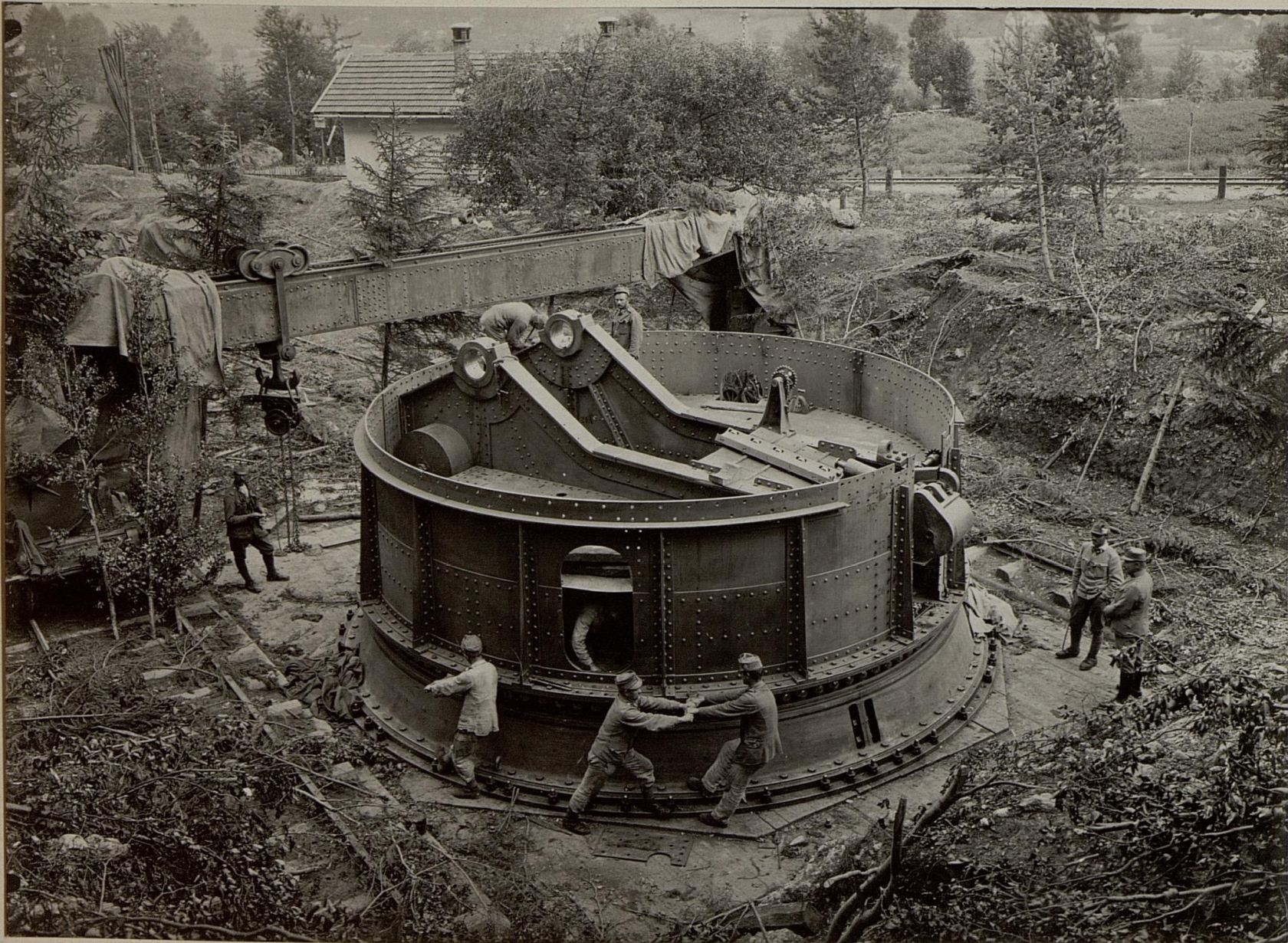

Gotowe działo numer dwa zostało przydzielone specjalnie utworzonej baterii. Składała się ona z 8 oficerów i 200 żołnierzy (w tym bezpośrednia obsługa działa licząca 27 osób). Weszła ona do walki w styczniu 1915 roku, ostrzeliwując zajęty przez armię rosyjską Tarnów. Ogień działa był korygowany telefonicznie przez obserwatora w balonie obserwacyjnym i radiowo przez załogę samolotu Albatros.
Pod koniec kwietnia bateria została przeniesiona do Krakowa, a następnie do Puli. W następnych miesiącach brała udział w walkach na froncie serbskim, w czerwcu i lipcu 1915 roku w oblężeniu Modlina, później na froncie włoskim i ponownie serbskim. Kolejna akcja na froncie włoskim skończyła się uszkodzeniem działa. Naprawy dokonano w zakładach Škody w Pilźnie. Bateria otrzymała w zamian działo M.15 (numer 3). Powstała też kolejna bateria, która otrzymała czwarte wyprodukowane działo. Po remoncie działo numer dwa trafiło do nowo utworzonej trzeciej baterii. Dalszych dział tego typu nie produkowano, ponieważ gotowy był projekt lepiej przystosowanej do pełnienia funkcji działa polowego 42 cm Autohaubitze M.16.
Wiosną 1916 roku baterie wyposażone w haubice M.15 brały udział w ofensywie na froncie włoskim.
W tym samym czasie płk. dypl. Bohdan Hulewicz – wtedy jeszcze młody oficer powołany do armii niemieckiej – napotkał takie działo pod Ghistelles na płd. od Ostendy.